# ヴィルヘルム・フレンガー
ヴィルヘルム・フレンガー（Wilhelm Fraenger, 1890年6月5日 - 1964年2月19日）は、ドイツの民俗学者、美術史家。

## 経歴
バイエルン州のエアランゲンに生れ、 ハイデルベルク大学で美術史、ゲルマニスティク 、民俗学を学んだ。ジャーナリズムで活動したが、美術史には生涯たずさわり、マティアス・グリューネヴァルト の研究家として知られたほか、ヘルキュレス・セーヘルスやイェルク・ラートゲープ を再発見した。アルフレート・クビーンと親交があり、またマックス・ベックマンを論じた。早くからナチスに批判的な姿勢をとり、第二次世界大戦後は東ドイツで活動した。著述のほとんどは美術史であるが、本人は民俗学徒の自覚をもっていた。特に民藝概念に早くから取り組み、自ら編んだ『歴史民俗学年報』の民藝特集号（1926年）に執筆したドイツ・ルネサンスの藝術家の諸作品のロシア民画への変容に関する論考は、ドイツ民俗学の基礎理論への批判として知られている。

## 著作（日本語訳）
- 「十八世紀ロシアの民画と元になったドイツの原画」（原著 1926年）河野眞訳・解説　愛知大学語学教育研究室『言語と文化』第33号（2015年）, p.119-183.